# Luis Álvarez-Gaumé
Luis Álvarez-Gaumé (* 1955 in Madrid) ist ein spanischer theoretischer Physiker, der sich mit Stringtheorie und Quantengravitation beschäftigt.

## Leben
Luis Álvarez-Gaumé promovierte 1981 an der State University of New York at Stony Brook (SUNY), an der er seit 1978 war, und war dann 1981 bis 1984 Junior Fellow an der Harvard University, bevor er Professor an der Boston University wurde. 1985 wurde er Forschungsstipendiat der Alfred P. Sloan Foundation (Sloan Research Fellow).
Er ist seit 1988 permanentes Mitglied der Theorieabteilung des CERN.
Álvarez-Gaumé leistete in den 1980er Jahren fundamentale Beiträge zur Stringtheorie und deren mathematischen Aspekten. Mit Edward Witten zeigte er 1983, dass sich ganz allgemein in Quantenfeldtheorien mit Gravitation schwerwiegende Anomalien ergeben (wobei Anomalie ein technischer Terminus ist, der bestimmten Diagrammen entspricht, die bei einer Quantisierung der Theorie die Eichsymmetrien brechen). Wenig später zeigten Michael Green und John Schwarz, dass sich solche Anomalien in Superstring-Theorien mit bestimmten Symmetriegruppen vermeiden lassen. Er ist auch für Anwendungen der in der theoretischen Physik entwickelten Techniken (Supersymmetrie) auf Beweise des Atiyah-Singer-Indexsatzes bekannt. Er befasste sich auch mit weiteren mathematischen Aspekten von Stringtheorien wie höheren Ordnungen der Störungstheorie und den damit verbundenen Feldtheorien auf Riemannschen Flächen, Quantengruppen, sowie den verschiedenen Arten von Dualitäten in Superstringtheorien und Schwarzen Löchern in Stringtheorien, ausgehend von der AdS/CFT Korrespondenz zu Yang-Mills-Theorien ähnlich der Quantenchromodynamik (QCD). In den 1990er Jahren untersuchte er den Bruch der Supersymmetrie bei niedrigen Energien in exakt lösbaren Modelltheorien (Seiberg-Witten-Theorie der N=2 supersymmetrischen Yang-Mills-Theorie). In jüngster Zeit (2015) untersucht er Bildungsprozesse von Schwarzen Löchern sowohl in der Kosmologie als auch bei Beschleunigerexperimenten wie am LHC im Rahmen von Brane-Theorien in n+4 Dimensionen mit AdS/CFT Korrespondenz.

## Schriften
- mit Edward Witten: Gravitational anomalies. In: Nuclear Physics B, Band 234, 1983, S. 269–330
- Introduction to gravitational anomalies. Cargese Lectures 1983, S. 1–22
- mit Philip Ginsparg: The structure of gauge and gravitational anomalies. In: Annals of Physics, Band 161, 1985, S. 423–490
- Supersymmetry and the Atiyah-Singer-Indextheorem. In: Comm. Math. Phys., Band 90, 1983, S. 161–173.
- mit Hassan: Introduction to S duality in N=2 susy gauge theories (a pedagogical review of the work of Seiberg and Witten). In: Fortschritte der Physik, Band 45, 1997, S. 159–236, arxiv:hep-th/9701069
- mit Frederic Zamora: Duality in Quantum Field Theory (and String Theory). Vorlesungen 1997, arxiv:hep-th/9709180
- mit Miguel A. Vázquez-Mozo: Topics in string theory and quantum gravity. Les Houches Lectures 1992, arxiv:hep-th/9212006
- Riddles in fundamental physics. In: Leonardo, Band 41, 2008, S. 245–251
- mit Miguel A. Vázquez-Mozo: An Invitation to Quantum Field Theory. In: Lecture Notes in Physics, 839, Springer Verlag 2012